# Melaleucia incerta
Melaleucia incerta är en fjärilsart som beskrevs av Van Eecke. Melaleucia incerta ingår i släktet Melaleucia och familjen trågspinnare. Inga underarter finns listade i Catalogue of Life.